# عکس (فیلم)
عکس (انگلیسی: The Photograph) یک فیلم در ژانر کمدی رمانتیک، درام، و رمانتیک است که در سال ۲۰۲۰ منتشر شد. از بازیگران آن می‌توان به کیت استنفیلد، چلسی پرتی، کلوین هریسون جونیور و کورتنی بی. ونس اشاره کرد. این فیلم در تاریخ ۱۴ فوریه ۲۰۲۰ توسط یونیورسال استودیوز اکران می‌شود.